# Zospeum alpestre
Zospeum alpestre is een slakkensoort uit de familie van de Ellobiidae. De wetenschappelijke naam van de soort is voor het eerst geldig gepubliceerd in 1855 door  Freyer.